# イエテ・トゥレッソン
イエテ・トゥレッソン（Göte Turesson、1892年4月6日 - 1970年12月30日）はスウェーデンの植物学者、遺伝学者である。植物の種がその生息地の環境に適応することを示す先駆的研究を行った。

## 略歴
スウェーデン南部のスコーネ地方のマルメに教師の息子に生まれた。高等教育をアメリカで受け、ワシントン大学で1915年に修士号を得た。その後、スウェーデンに戻り、ルンド大学で研究した。1922年にルンド大学で准教授となり博士号を得た。1927年から1931年の間種子会社、Weibullsholmの交配部門で研究し、1931年から1936年の間、ルンド大学の研究准教授、1935年からスウェーデン農業科学大学の教授を務めた。
生育する地域の環境によって分化し、遺伝的に固定するエコタイプ（ecotype、環境型）や無性生殖する「無配種」（agamospecies）の概念を導入するなど、植物の種分化の先駆的研究を行った。
チャールズ・ダーウィンとアルフレッド・ウォレスの自然選択説を主張した共同論文の発表から100周年を記念する、1958年のロンドン・リンネ協会の、ダーウィン＝ウォレス・メダルの受賞者の一人となった。

## 著作
- Turesson, G. (1914). Slope exposure as a factor in the distribution of Pseudotsuga taxifolia in arid parts of Washington. Bulletin of the Torrey Botanical Club 41 (6): 337-345.
- Turesson, G. (1922a). The species and variety as ecological units. Hereditas 3: 100-113.
- Turesson, G. (1922b). The genotypical response of the plant species to the habitat. Hereditas 3: 211-350.
- Turesson, G. (1925). The plant species in relation to habitat and climate. Hereditas 6: 147-236.